# Manuel Pamić
 Manuel Pamić est un footballeur croate, né le 20 août 1986 à Žminj, Croatie.

## Palmarès

### AC Sparta Prague
- Champion de Tchéquie en 2010.
- Vainqueur de la Supercoupe de Tchéquie en 2010.